# Subjecte (filosofia)
El subjecte en filosofia és l'entitat oposada a l'objecte i que es defineix per la consciència i individualitat. Tot allò extern al subjecte, inclosos altres subjectes, cauen sota la categoria d'objecte. La paraula "subjecte" prové del llatí subiectus, participi de del verb subiicĕre, que significa posar per sota, sotmetre.
El primer a postular el concepte de subjecte fou Aristòtil i l'assimilà a substància. Per a ell, subjecte era allò que estava sota les altres categories, del que es podia afirmar quelcom. Per això es relacionava la lògica i l'ontologia, essent la primera l'expressió racional de la segona; un subjecte era al mateix temps allò que funcionava com a part primera d'una proposició (oposant-se al predicat) i allò que permetia que diverses qualitats se li afegissin. Per exemple, es podia dir "Aquesta taula és vermella" justament perquè taula era una substància, un subjecte, a la qual se li podia afegir la qualitat del color vermell.
Posteriorment altres persones van preferir separar aquestes dues propietats. El subjecte lògic es va apropar al subjecte sintàctic i el concepte filosòfic de subjecte va adquirir una definició diferent, lligada a la consciència, a l'ésser humà. El màxim exponent d'aquest gir es troba en Descartes, el qual va diferenciar el subjecte pensant, assimilat ara al jo, de tota la resta del món (res extensa), que aleshores esdevenia un conjunt d'objectes. El subjecte havia de conèixer els objectes que l'envoltaven. Algunes persones, des de la psicologia, van adoptar més endavant, modificant-la, aquesta noció de subjecte. Algunes, des de la psicoanàlisi, afegeixen que part d'aquesta configuració és inconscient i que per tant no es pot equiparar subjecte i autoconsciència, ja que és un sistema més complex que la simple afirmació de l'existència separada de la resta del món. Es va estendre també a altres camps, com el dret (subjecte jurídic).
L'idealisme alemany (Hegel, Fichte) va qüestionar la separació radical entre subjecte i objecte, divisió que també nega la filosofia oriental en afirmar la fusió de tot en un absolut. També se subratlla per a algunes persones que el subjecte és al mateix temps objecte en tant que una pot estudiar-se, percebre's o tenir conceptes sobre una mateixa, per la qual cosa el subjecte pur no existiria i sí, en tot cas, un subjecte-objecte. Una altra línia de negació de la dicotomia parteix de l'afirmació que tot és subjecte. Per tant, a l'extrem els postulats cartesians, algunes afirmen que no existeix un món exterior fiable o que aquest només existeix en el moment de ser observat pel subjecte, per la qual cosa l'objecte no seria una oposició sinó una emanació o representació mental del jo.
La filosofia postmoderna postula, per contra, que el subjecte és una construcció social i fragmentària. La memòria humana és garant de la identitat, formada per records, experiències, condicionaments socioeconòmics, cultura i la visió dels altres, que influeix en l'autoconcepte.